# Géry
Pour les articles homonymes, voir Géry (homonymie), Saint Géry et Saint-Géry.
Géry est une commune française située dans le département de la Meuse, en région Grand Est.

## Géographie

### Localisation
Le territoire de la commune est limitrophe de 3 communes.  
| Érize-Saint-Dizier |        | Lavallée |
|                    | Géry   |          |
|                    | Loisey |          |

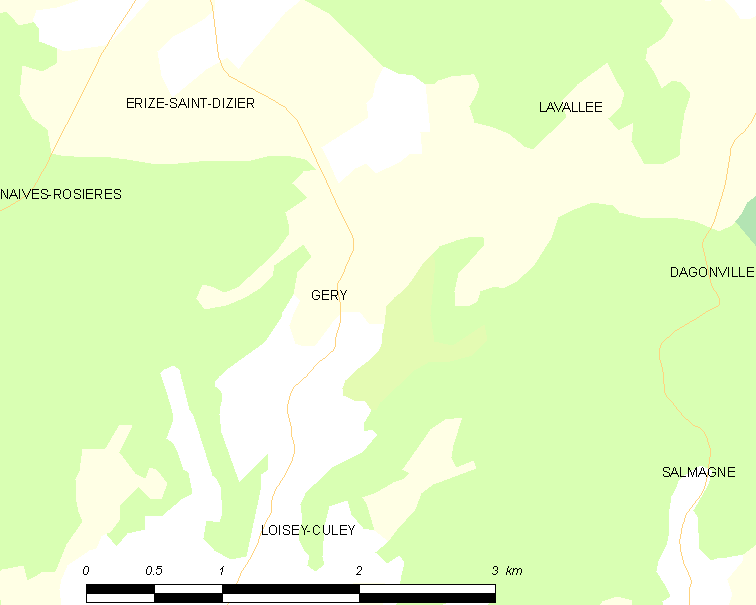
Carte de la commune.
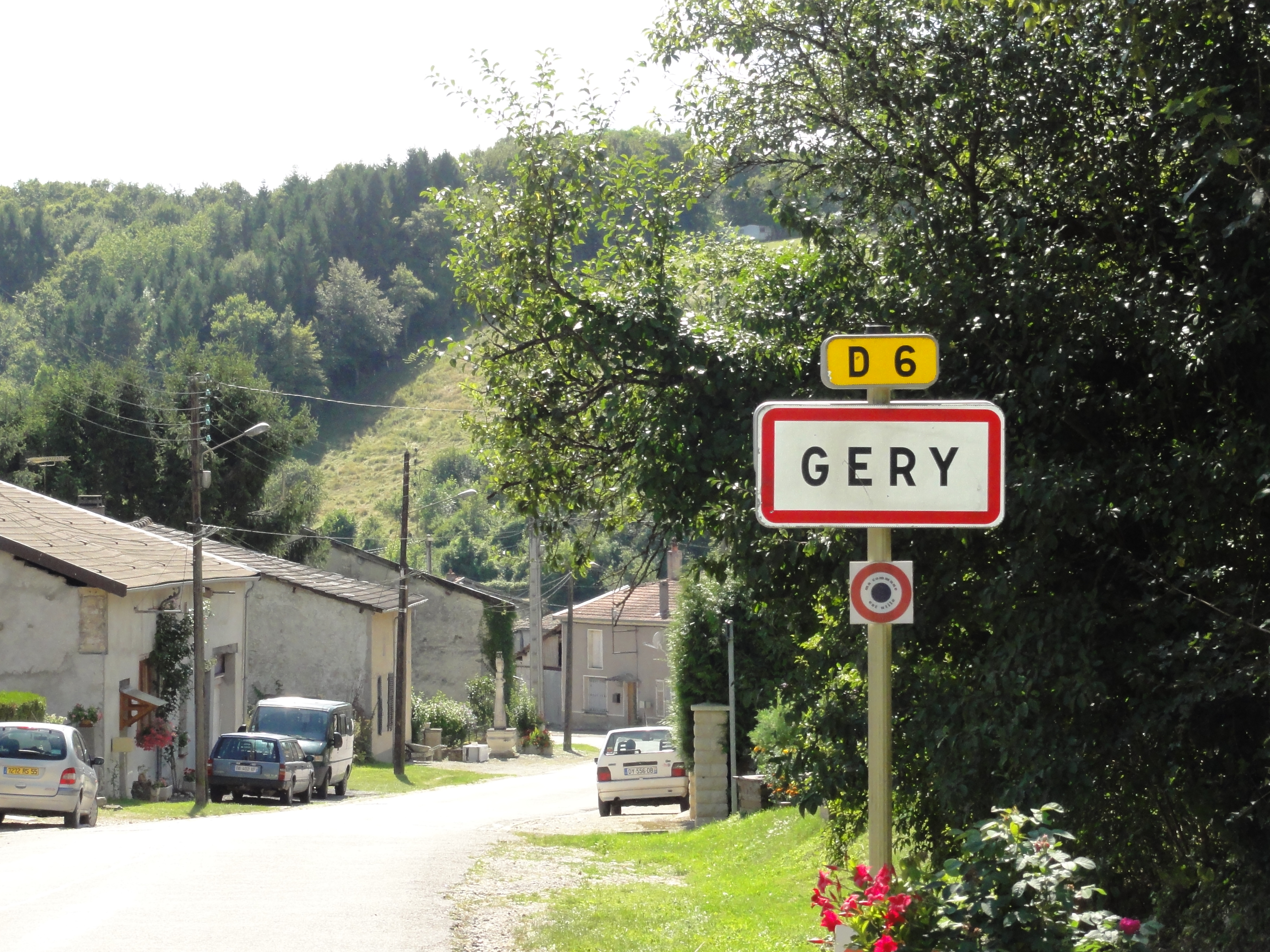
Entrée du village de Géry.
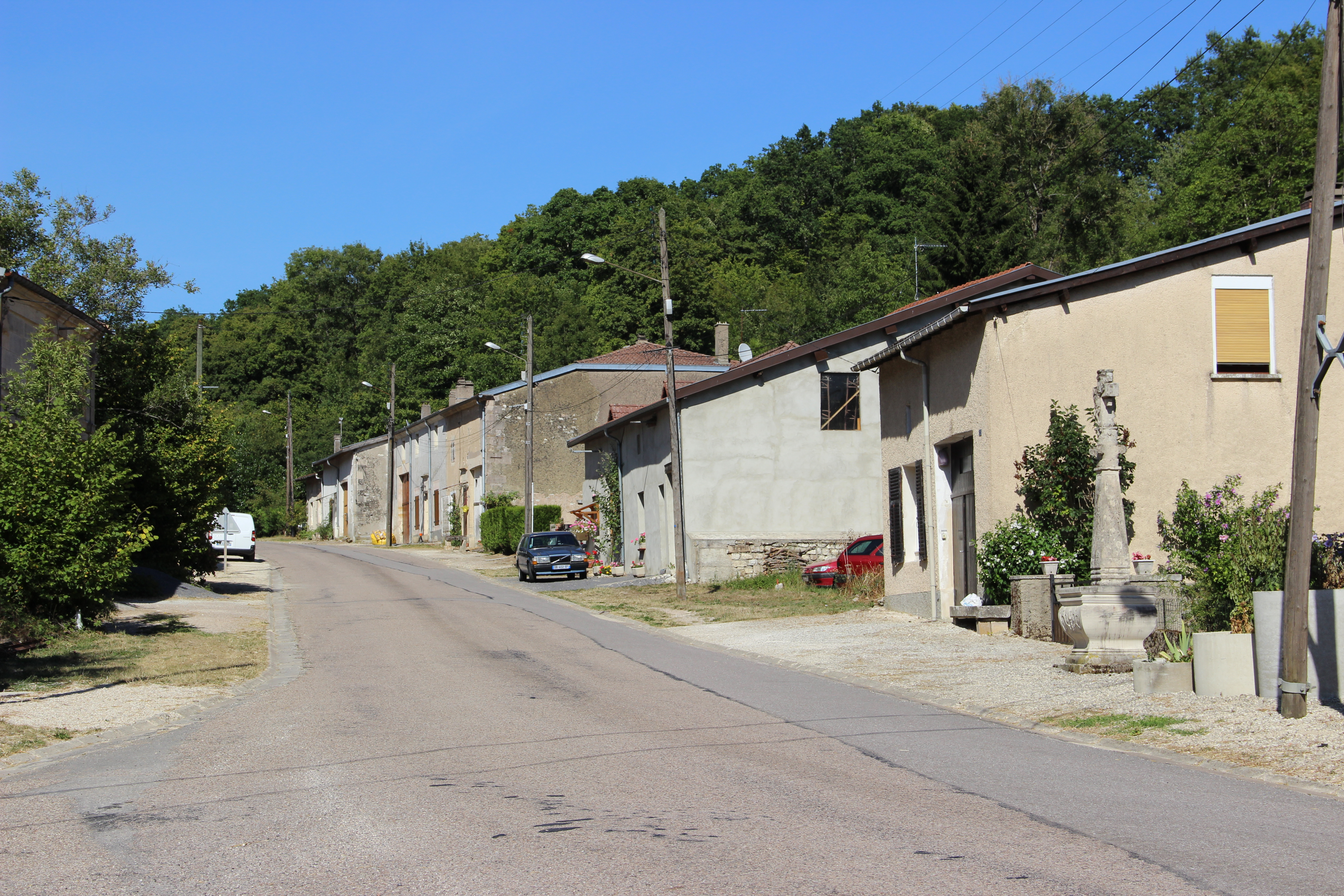
La rue principale.
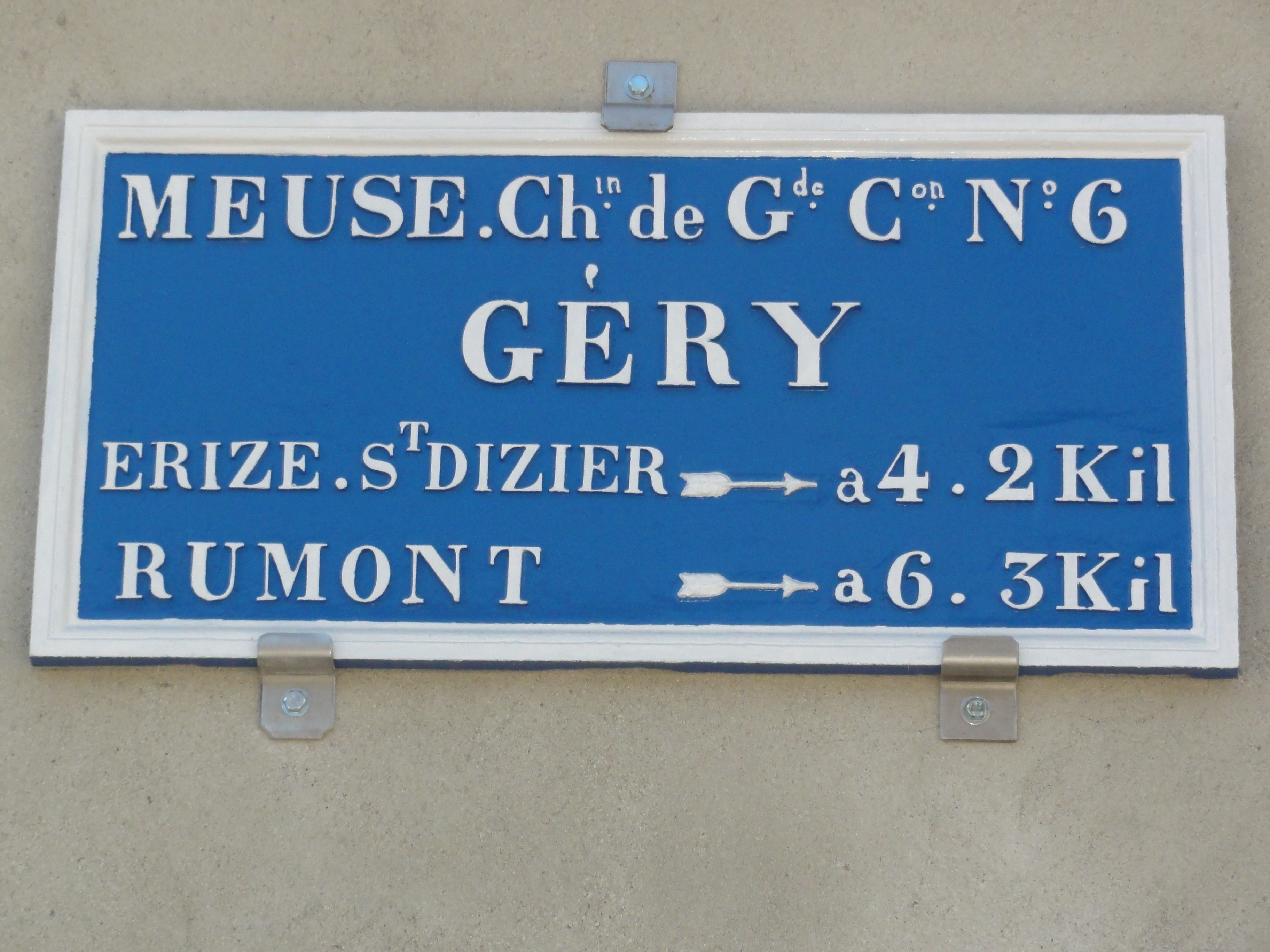
Plaque de cocher.

### Relief et paysages
Géry se situe sur une colline dominant la vallée de l'Ornain.

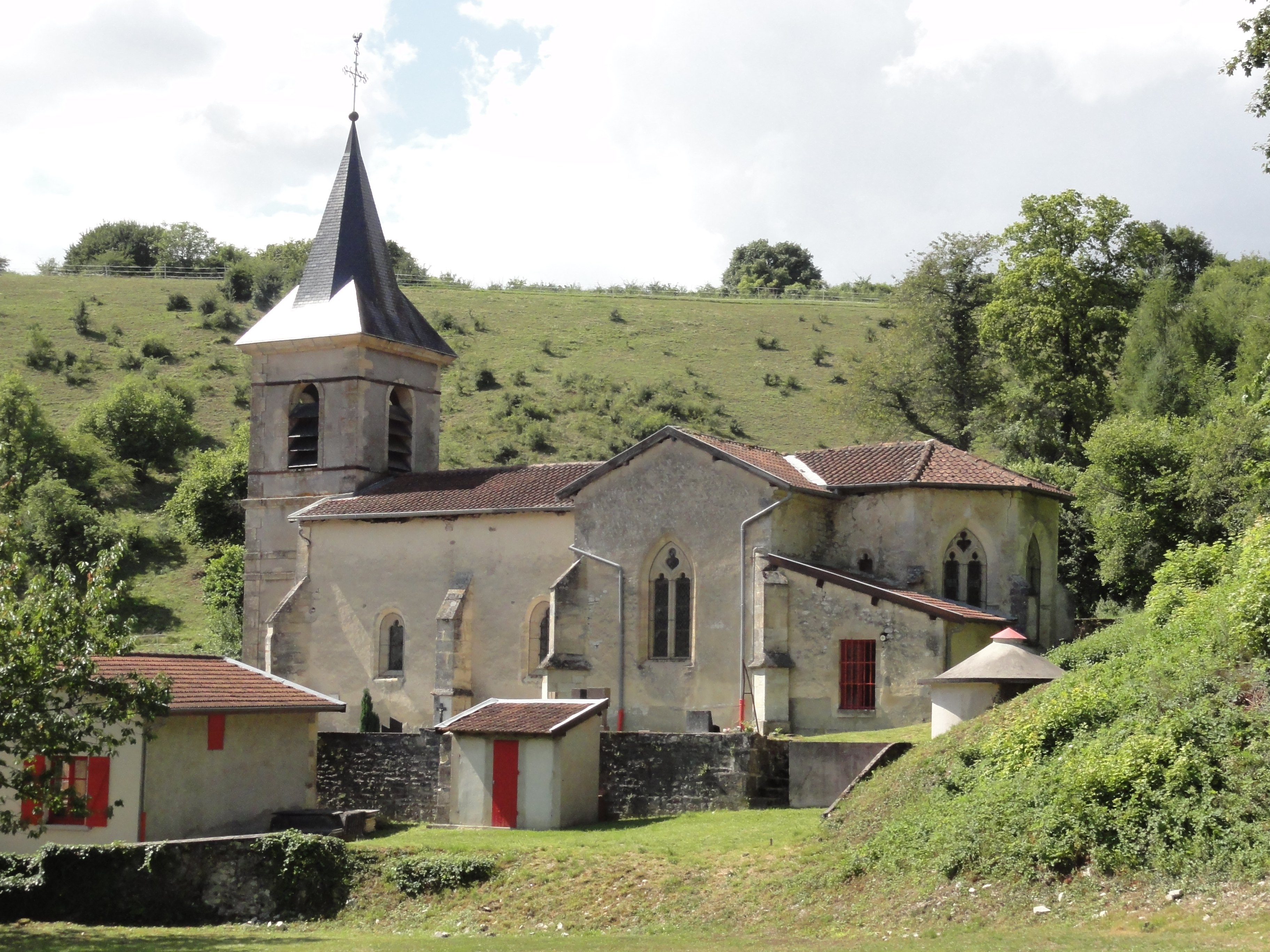
La colline de Géry.

### Hydrographie
La commune est traversée par la ligne de partage des eaux entre les régions hydrographiques « la Seine de sa source au confluent de l'Oise (exclu) » et « la Seine du confluent de l'Oise (inclus) à l'embouchure » au sein du bassin Seine-Normandie. Elle est drainée par le ruisseau de Culey et les Quatre Fosses,.

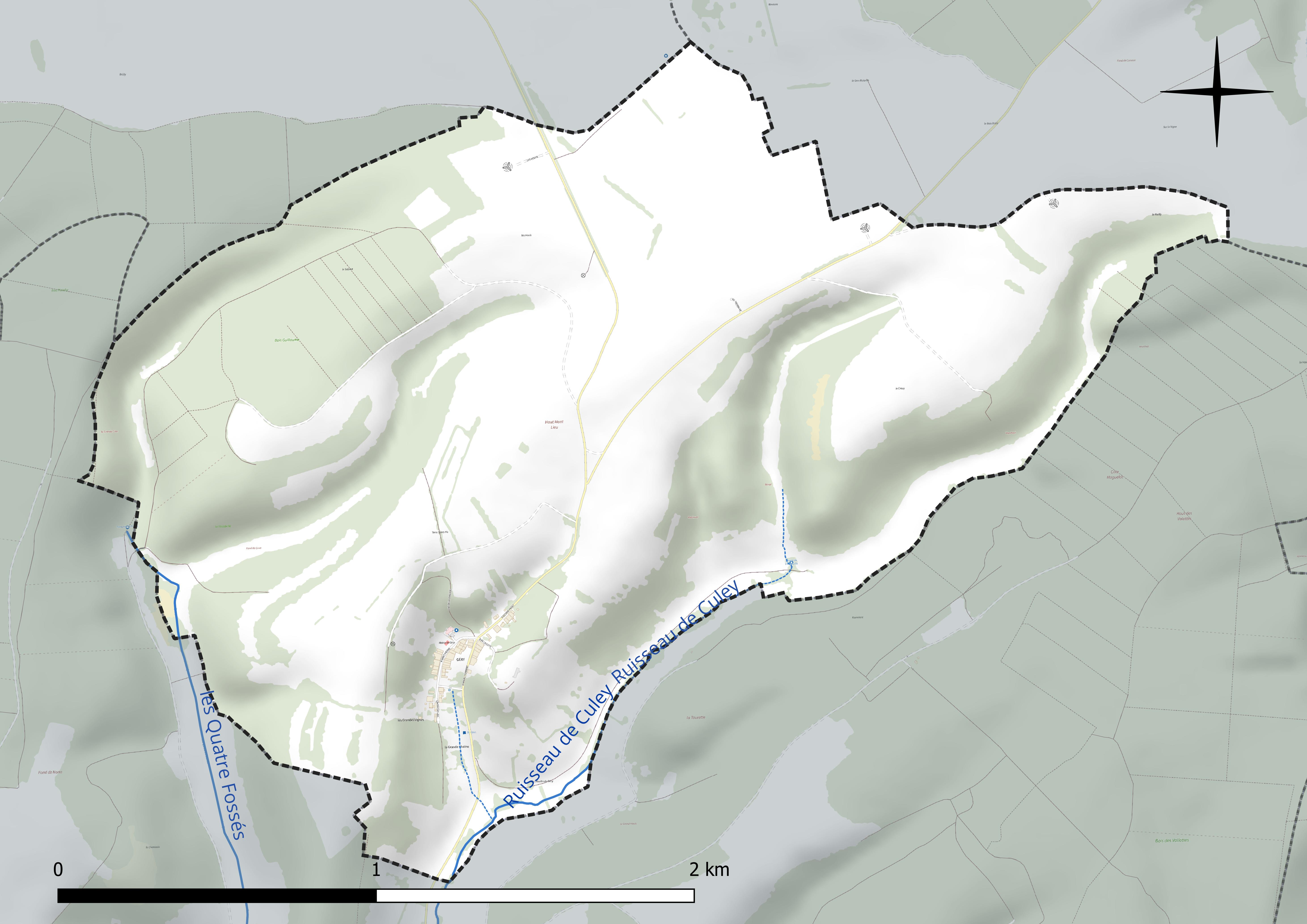
Réseau hydrographique de Géry.

### Climat
Pour des articles plus généraux, voir Climat du Grand Est et Climat de la Meuse.
En 2010, le climat de la commune est de type climat de montagne, selon une étude du Centre national de la recherche scientifique s'appuyant sur une série de données couvrant la période 1971-2000. En 2020, Météo-France publie une typologie des climats de la France métropolitaine dans laquelle la commune est exposée à un climat océanique altéré et est dans la région climatique  Lorraine, plateau de Langres, Morvan, caractérisée par un hiver rude (1,5 °C), des vents modérés et des brouillards fréquents en automne et hiver. 
Pour la période 1971-2000, la température annuelle moyenne est de 9,4 °C, avec une amplitude thermique annuelle de 15,7 °C. Le cumul annuel moyen de précipitations est de 1 065 mm, avec 14,2 jours de précipitations en janvier et 9,8 jours en juillet. Pour la période 1991-2020, la température moyenne annuelle observée sur la station météorologique de Météo-France la plus proche, « Behonne_sapc », sur la commune de Behonne à 8 km à vol d'oiseau, est de 11,0 °C et le cumul annuel moyen de précipitations est de 855,7 mm. 
La température maximale relevée sur cette station est de 40,4 °C, atteinte le 25 juillet 2019 ; la température minimale est de −16,4 °C, atteinte le 20 décembre 2009,,. 
Les paramètres climatiques de la commune ont été estimés pour le milieu du siècle (2041-2070) selon différents scénarios d'émission de gaz à effet de serre à partir des nouvelles projections climatiques de référence DRIAS-2020. Ils sont consultables sur un site dédié publié par Météo-France en novembre 2022.

## Urbanisme

### Typologie
Au 1er janvier 2024, Géry est catégorisée commune rurale à habitat très dispersé, selon la nouvelle grille communale de densité à sept niveaux définie par l'Insee en 2022.
Elle est située hors unité urbaine. Par ailleurs la commune fait partie de l'aire d'attraction de Bar-le-Duc, dont elle est une commune de la couronne,. Cette aire, qui regroupe 86 communes, est catégorisée dans les aires de 50 000 à moins de 200 000 habitants,.

### Occupation des sols
L'occupation des sols de la commune, telle qu'elle ressort de la base de données européenne d’occupation biophysique des sols Corine Land Cover (CLC), est marquée par l'importance des territoires agricoles (57,1 % en 2018), une proportion sensiblement équivalente à celle de 1990 (56,4 %). La répartition détaillée en 2018 est la suivante : 
terres arables (36,7 %), forêts (35,4 %), prairies (20,4 %), milieux à végétation arbustive et/ou herbacée (7,5 %). L'évolution de l’occupation des sols de la commune et de ses infrastructures peut être observée sur les différentes représentations cartographiques du territoire : la carte de Cassini (XVIIIe siècle), la carte d'état-major (1820-1866) et les cartes ou photos aériennes de l'IGN pour la période actuelle (1950 à aujourd'hui).

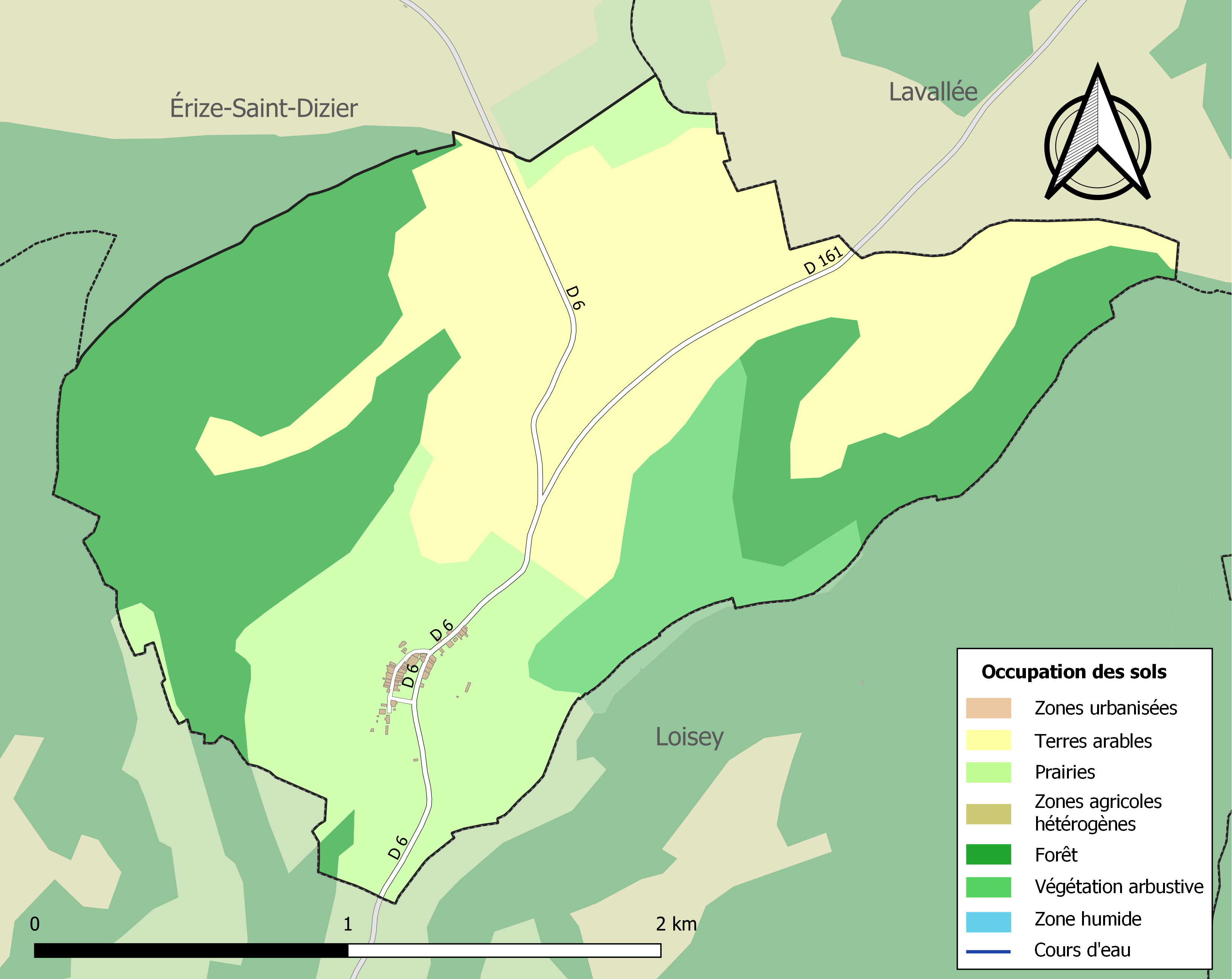
Carte des infrastructures et de l'occupation des sols de la commune en 2018 (CLC).

## Toponymie
Le nom de la localité est attesté sous les formes Gereya (1106) ; Jaroye (1340) ; Gerrie (1359) ; Gerry (1579) ; Guery (1700) ; Gerulum (1711).

## Politique et administration
À partir du 1er janvier 2014, la commune fait partie de la communauté de communes entre Aire et Meuse.

### Liste des maires
| Période                                  | Période  | Identité                                       | Étiquette | Qualité            |
| ---------------------------------------- | -------- | ---------------------------------------------- | --------- | ------------------ |
| Les données manquantes sont à compléter. |          |                                                |           |                    |
| avant 1988                               | mai 2013 | Lucien Hickel                                  | DVD       |                    |
| juin 2013                                | En cours | Raphaël Humbert Réélu pour le mandat 2020-2026 |           | Contrôleur qualité |

### Politique environnementale

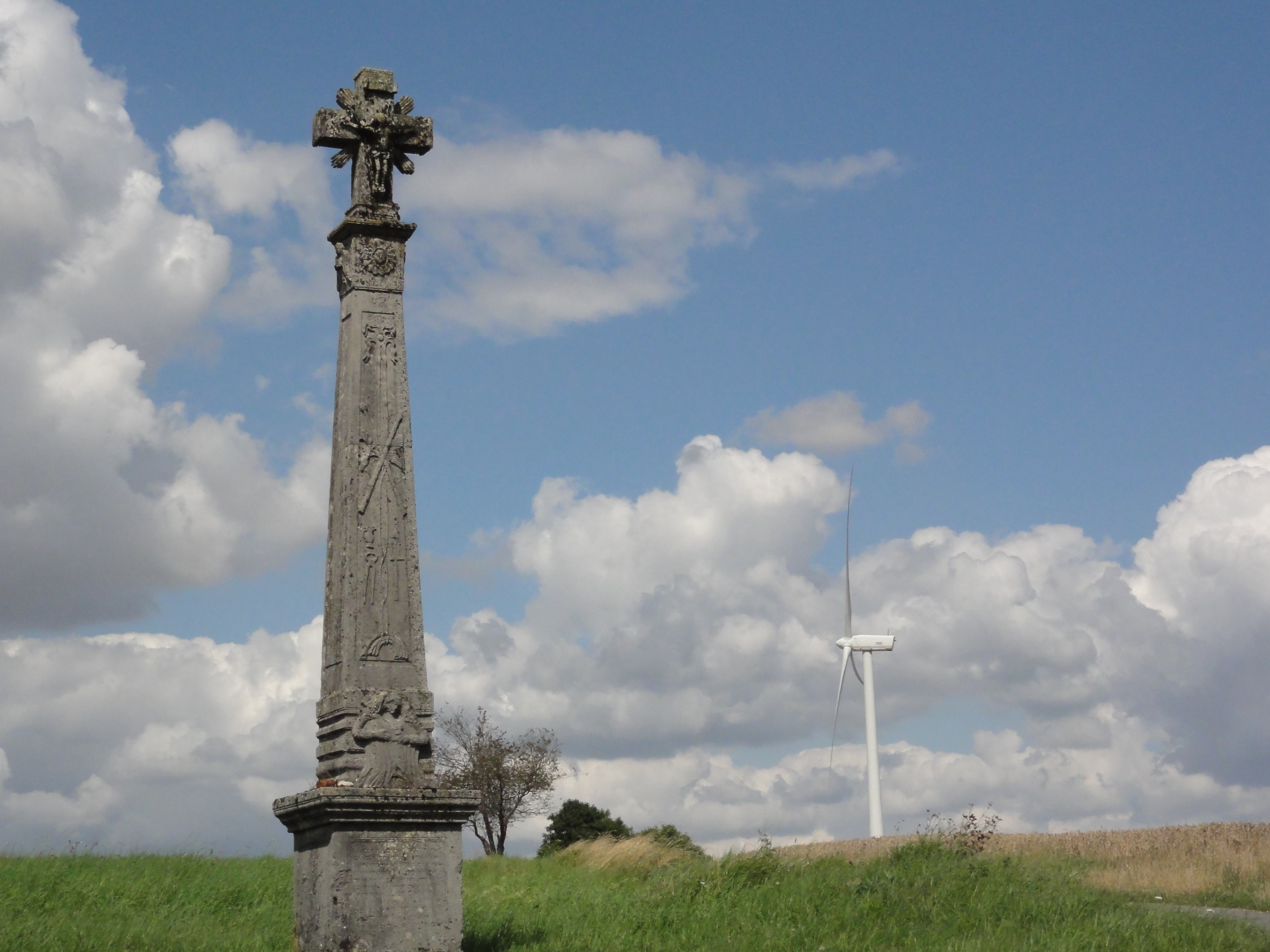
Paysage avec croix de chemin et éolienne.

Un parc éolien, mis en service en juin 2009 par Iberdrola Renewables, est situé sur le territoire de la commune. Composé de 5 éoliennes, il développe une puissance totale de 10 MW.

## Population et société

### Démographie
L'évolution du nombre d'habitants est connue à travers les recensements de la population effectués dans la commune depuis 1793. Pour les communes de moins de 10 000 habitants, une enquête de recensement portant sur toute la population est réalisée tous les cinq ans, les populations de référence des années intermédiaires étant quant à elles estimées par interpolation ou extrapolation. Pour la commune, le premier recensement exhaustif entrant dans le cadre du nouveau dispositif a été réalisé en 2004.

En 2022, la commune comptait 54 habitants, en évolution de −3,57 % par rapport à 2016 (Meuse : −4,4 %, France hors Mayotte : +2,11 %).
| 1793 | 1800 | 1806 | 1821 | 1831 | 1836 | 1841 | 1846 | 1851 |
| ---- | ---- | ---- | ---- | ---- | ---- | ---- | ---- | ---- |
| 374  | 325  | 374  | 380  | 384  | 364  | 368  | 350  | 347  |

| 1856 | 1861 | 1866 | 1872 | 1876 | 1881 | 1886 | 1891 | 1896 |
| ---- | ---- | ---- | ---- | ---- | ---- | ---- | ---- | ---- |
| 313  | 296  | 304  | 281  | 278  | 245  | 238  | 206  | 200  |

| 1901 | 1906 | 1911 | 1921 | 1926 | 1931 | 1936 | 1946 | 1954 |
| ---- | ---- | ---- | ---- | ---- | ---- | ---- | ---- | ---- |
| 175  | 153  | 133  | 101  | 87   | 99   | 95   | 75   | 54   |

| 1962 | 1968 | 1975 | 1982 | 1990 | 1999 | 2004 | 2006 | 2009 |
| ---- | ---- | ---- | ---- | ---- | ---- | ---- | ---- | ---- |
| 62   | 55   | 40   | 43   | 59   | 65   | 42   | 40   | 54   |

| 2014 | 2019 | 2022 | - | - | - | - | - | - |
| ---- | ---- | ---- | - | - | - | - | - | - |
| 58   | 53   | 54   | - | - | - | - | - | - |

## Culture locale et patrimoine

### Lieux et monuments
- Église de la Chaire-de-Saint-Pierre.
- Vieille croix de chemin sculptée, entourée de deux stèles, formant monument aux morts.
- Quelques croix de chemin sculptées.

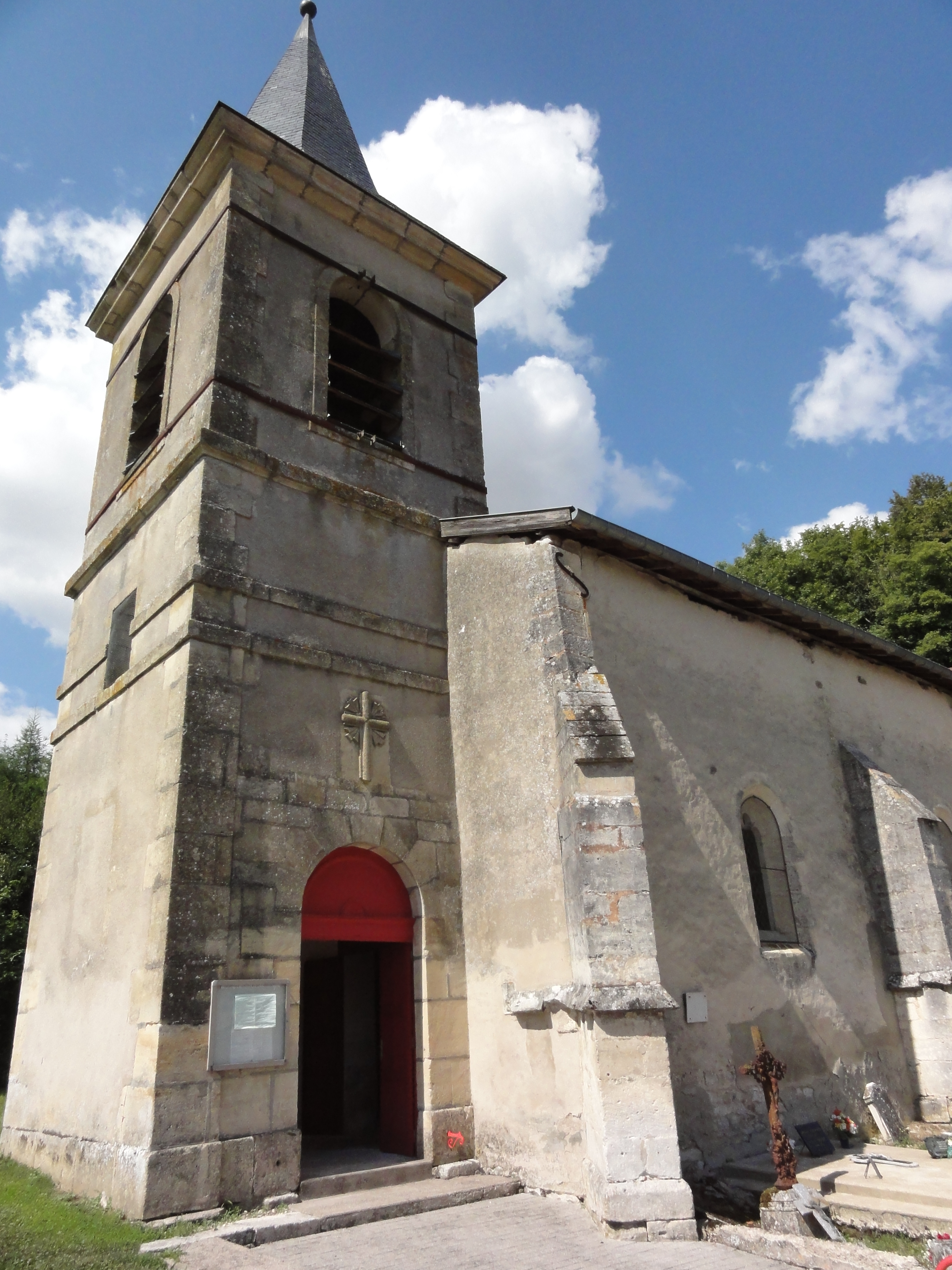
Église de la Chaire-de-Saint-Pierre.
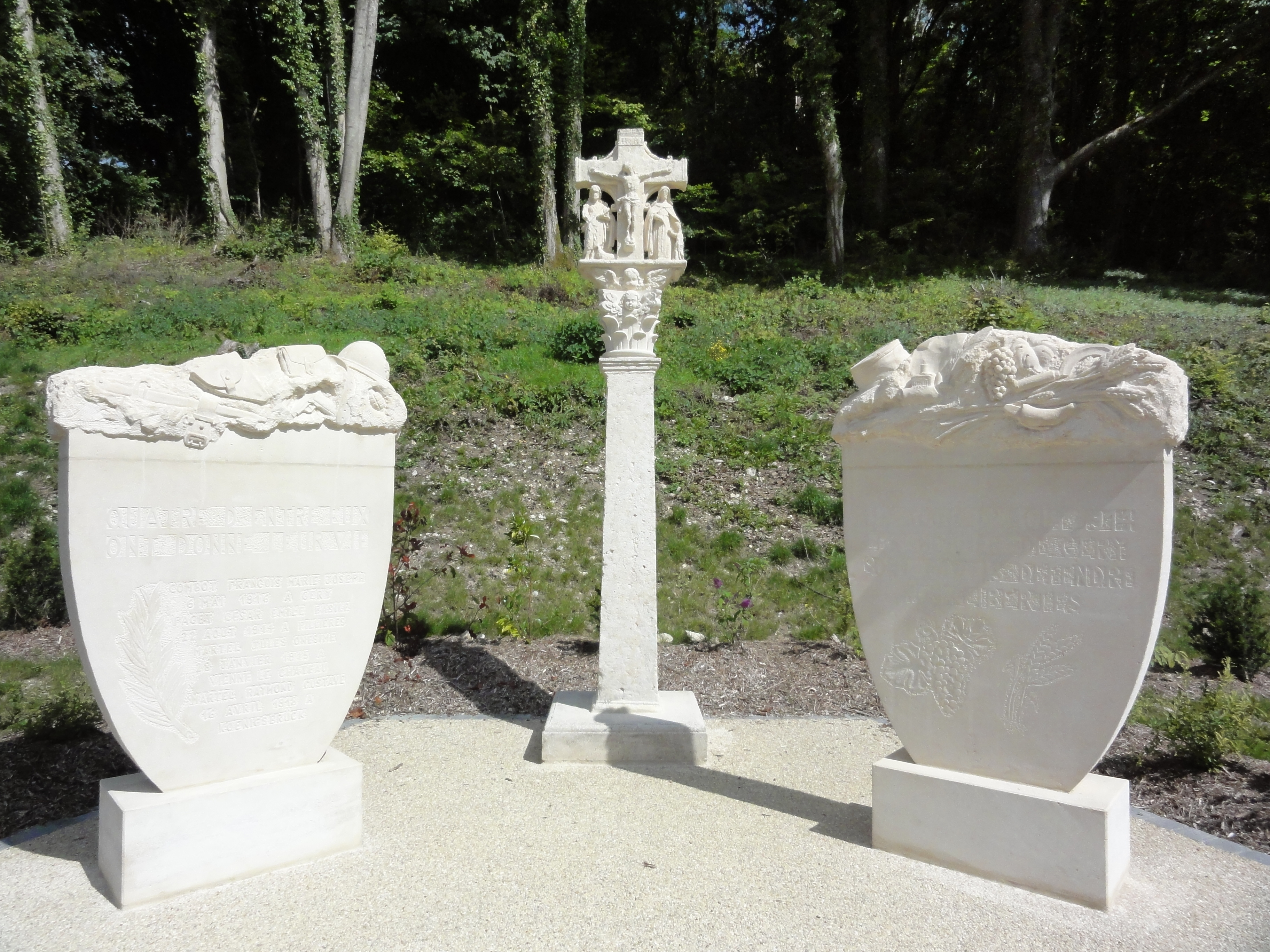
Monument aux morts.
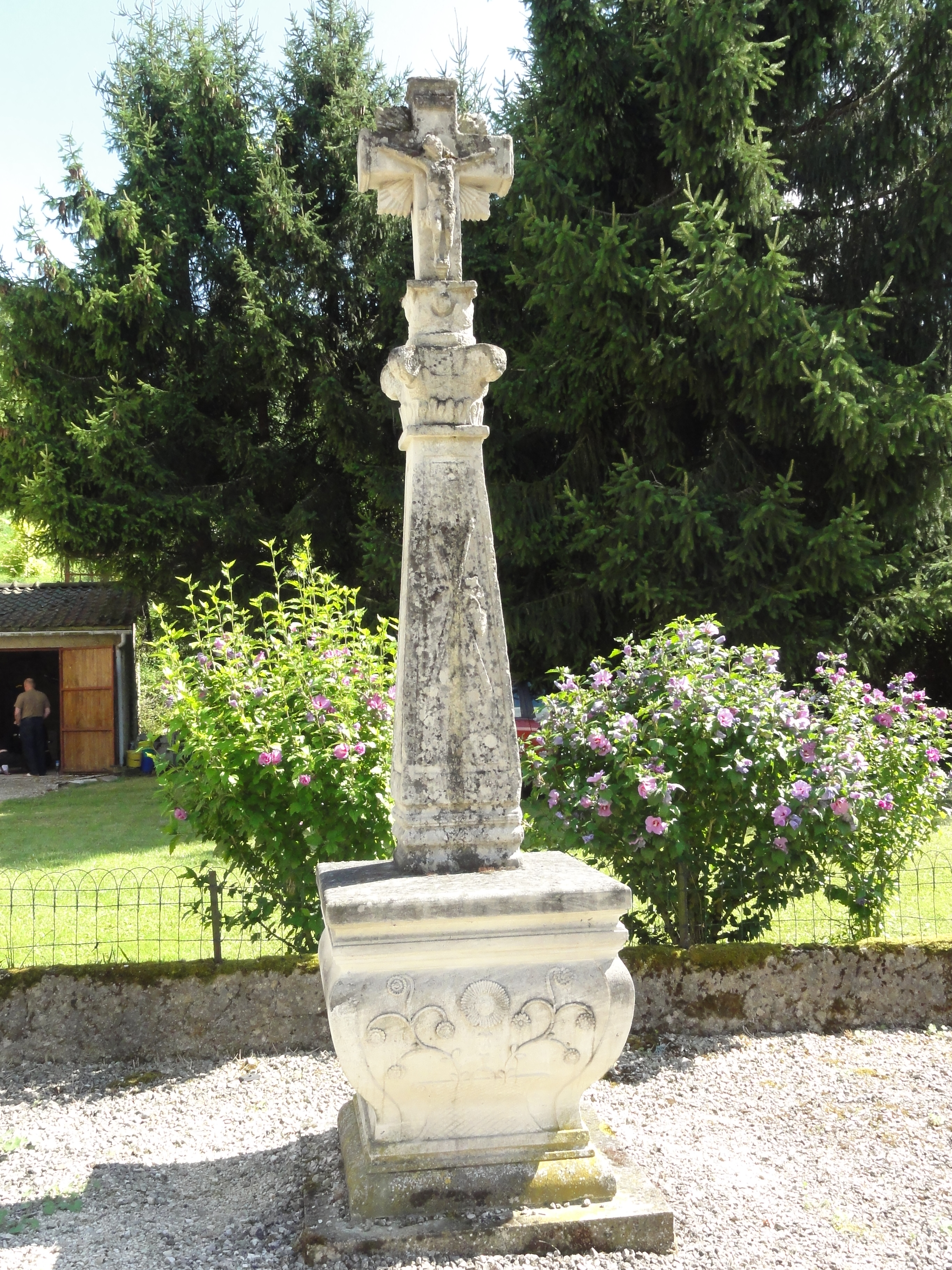
Une croix de chemin sculptée.

### Personnalités liées à la commune
- Magali Humbert (1972), coureuse cycliste qui a habité le village dans sa jeunesse  ; une rue porte son nom.

### Héraldique
| Blason de Géry | Blason  | De gueules à la rose des vents d'or soutenue de deux chaînes rompues du même posées en chevron renversé ; au chef d'or chargé d'un geai d'azur tenant dans son bec un grain de riz d'argent. |
| Blason de Géry | Détails | Création de R.A. Louis avec les conseils de la Commission Héraldique de l'UCGL. Adopté par la commune en décembre 2012.                                                                      |